# Nudaria
Nudaria là một chi bướm đêm thuộc phân họ Arctiinae, họ Erebidae.

## Các loài
- Nudaria mundana – Muslin Footman Linnaeus, 1761